# Lalevade-d'Ardèche
Lalevade-d'Ardèche är en kommun i departementet Ardèche i regionen Auvergne-Rhône-Alpes i sydöstra Frankrike. Kommunen ligger  i kantonen Thueyts som ligger i arrondissementet Largentière. År 2022 hade Lalevade-d'Ardèche 1 153 invånare.

## Befolkningsutveckling
Antalet invånare i kommunen Lalevade-d'Ardèche
Referens: INSEE